# Mar Awtel
Saint Awtel, en Syrie Mar Awtel, est un saint moine des premiers siècles vénéré au Moyen-Orient. Il est fêté le 3 novembre (en particulier par les maronites), et le 9 octobre. Une église lui est dédiée au village de Kfarsghab dans le Liban où il est fêté le 3 juin, jour supposé de son décès, mais également le 27 août.

## La vie de saint Awtel
Il y a plusieurs versions pour la vie de Mar Awtel.
Saint Awtel est célébré par les Byzantins, les Jacobites et les Maronites. Son lieu et sa date de naissance varient selon les sources. Il est né dans un endroit inconnu en Turquie moderne et au IIIe siècle ap. J.-C. pour le synaxaire maronite, il est originaire de Lycie et il a vécu pendant le VIe siècle ap. J.-C. pour les autres sources. Son jour de fête varie aussi selon les différentes traditions comme nous le verrons ci-dessous. Mais la plupart des sources lui attribuent des actes similaires : il a échappé à un mariage forcé arrangé par sa famille, il a passé quelque temps à Byzance, il a délivré ses compagnons de voyage pendant une tempête sévère, il est retourné à son lieu de naissance après la mort de ses parents et il est finalement devenu moine puis ermite.

## La version du synaxaire maronite (Sinksar)
Mar Awtel est né au milieu du IIIe siècle. Tout jeune, il est converti au christianisme et baptisé. Il voue sa virginité à Dieu mais son père veut le marier et rompre ainsi son vœu de célibat. Pour échapper à son père, il part pour Byzance.
Au cours de son voyage sur le bateau, un orage met en danger le navire et ses occupants. Il aurait sauvé le bateau grâce à ses prières. À la suite de cela, les autres passagers se seraient convertis au christianisme et auraient été baptisés.
Il reste 20 ans à Byzance, jusqu'à la mort de son père, à la suite de quoi il revient chez lui et se fait moine. Il aurait été à l'origine de plusieurs miracles dont la guérison d'un païen. Ce miracle était à l'origine de la conversion et du baptême de dix mille païens. Après avoir été moine pendant 12 ans, il devint ermite jusqu'à sa mort en 327.

## La version de Louis Cheikho
Youakim Moubarac présente ainsi la version écrite par Louis Cheikho :

« … C'est le saint au sujet duquel nous a consulté l'archevêque de vénérée mémoire, Mgr Joseph Debs en disant que sa fête se célébrait chez les maronites le 3 juin et qu'une église lui est dédiée au village de Kfarçgâb. Nous avions répondu à Mgr dans le Maxreq, X, 1907, 672-672. Puis nous avons trouvé quelques renseignements au sujet de Mar Awtel au synaxaire des Jacobites, dans une copie manuscrite appartenant à Sa Béatitude le Patriarche Ignace Ephrem II Rahmani. Il est également mentionné dans la Bibliotheca Orientalis d'Assemani (11,255) et dans le calendrier de Çlîba le Jacobite (MRS 185-195), le 9 octobre et le 3 juin.
De toutes ces relations on apprend que Awtel ou Awtilios est né dans une ville appelée Magdal ou Magdaloun au pays de Lycie en Asie mineure, au VIe siècle apr. J.-C.
Ses deux parents étaient païens mais il fut converti dès son jeune âge, devint chrétien et s'enfuit de la maison paternelle pour échapper au mariage. Il embarqua et s'enfuit à la ville de Moumista (probablement al-Maççîça) délivrant ses co-passagers d'une tempête où ils eussent péri. Il vint à Constantinople, mena la vie ascétique dans un de ses couvents, puis revint dans sa patrie avant de passer un temps dans la région d'Antioche, puis en Lycie. À la fin, il évangélisa les païens de cette région, les baptisa et termina sa vie au désert dans un couvent qu'il bâtit à proximité et où il demeura jusqu'à sa mort. Dans le calendrier de l'Église antiochienne d'al-Bîrûnî que nous avons publié dans le Maxreq VI, 1903,69, un martyr appelé Uwaytilyos est mentionné au 23 septembre. Mais nous ne saurions dire si c'est Mar Awtel ou un autre. »

En postscriptum, Youakim Moubarac dans ouvrage précité rajoute les précisions suivantes :

« On trouve en outre dans la réponse déjà faite par le P. Cheikho à Mgr Debs en 1907, que les Byzantins l'auraient appelé, selon le P. Peeters, Agios Attaros et qu'ils le célébraient entre le 2 et le 7 juin. Il délivre ses co-passagers qui voulaient le réduire en esclavage en l'emmenant captif. D'après le synaxaire jacobite, il demeure 20 ans à Constantinople, retourne dans son pays à la mort de ses parents, passe à Séleucie et à Antioche avant de parvenir en Lycie. Il s'y dirige vers un couvent de Mar Âba (?), s'y fait moine et y opère des miracles. Il quitte le couvent parce qu'il ne voulait pas être élu supérieur. Il était servi dans son ultime retraite désertique par un homme qu'il avait guéri d'une morsure de serpent (cf. I. M. FIEY, o.c., p. 32)… »

## Liens
- (en + fr) La tradition de Mar Awtel, saint patron de Kfarsghab